# Rainer Rosenzweig
Rainer Rosenzweig (* 1968 in Nürnberg) ist ein deutscher Mathematiker.

## Werdegang
Rosenzweig studierte Mathematik (Diplom) an der FAU Erlangen-Nürnberg und promovierte 2003 in Wahrnehmungspsychologie an der Universität Würzburg. Seit 2003 ist er Geschäftsführer des Bayerisch-Kalifornischen Hochschulzentrums BaCaTeC.
Seit 2014 ist er zudem Lehrbeauftragter für Wahrnehmungspsychologie an der TH Nürnberg und seit 2017 Leiter des Instituts für populärwissenschaftlichen Diskurs Kortizes.  Er ist auch Unterstützer des March for Science.
Er ist Initiator und Mitbegründer des Hands-on-Museums Turm der Sinne der Humanistischen Vereinigung und war von 2002 bis 2016 dessen Geschäftsführer. Er ist Mitglied des Wissenschaftsrats der Gesellschaft zur wissenschaftlichen Untersuchung von Parawissenschaften (GWUP), Präsident des Trägervereins des Humanistischen Pressedienstes, Kurator in der Giordano-Bruno-Stiftung und Vorsitzender des Verbandsrates des Zentralrats der Konfessionsfreien.

## Aktivitäten in der GWUP
- 1992–1999 Leiter der Regionalgruppe Mittelfranken
- 1996–1999 Vorstandsmitglied (Schriftführer)
- Seit 2013 Mitglied des Wissenschaftsrats der GWUP

## Veröffentlichungen (Auszug)
- H. Fink, R. Rosenzweig (Hrsg.): Gehirne zwischen Genie und Wahnsinn – Begabung und Persönlichkeit aus Sicht der Neurowissenschaft, Kortizes, Nürnberg 2024.
- H. Fink, R. Rosenzweig (Hrsg.): Zeit · Geist · Gehirn – Neurowissenschaft und Zeiterleben. Kortizes, Nürnberg 2023.
- H. Fink, R. Rosenzweig (Hrsg.): Wo sitzt der Geist? Von Leib und Seele zur erweiterten Kognition. Kortizes, Nürnberg 2022.
- H. Fink, R. Rosenzweig (Hrsg.): Hirn im Glück. Freude, Liebe, Hoffnung im Spiegel der Neurowissenschaft. Kortizes, Nürnberg 2020.
- H. Fink, R. Rosenzweig (Hrsg.): Was hält uns jung? Neuronale Perspektiven für den Umgang mit Neuem. Kortizes, Nürnberg 2020.
- H. Fink, R. Rosenzweig (Hrsg.): Gehirne zwischen Liebe und Krieg Menschlichkeit in Zeiten der Neurowissenschaften. mentis, Münster 2016.
- H. Fink, R. Rosenzweig (Hrsg.): Das soziale Gehirn. Neurowissenschaft und menschliche Bindung. mentis, Münster 2015.
- H. Fink, R. Rosenzweig (Hrsg.): Bewusstsein – Selbst – Ich. Die Hirnforschung und das Subjektive. mentis, Münster 2014.
- H. Fink, R. Rosenzweig (Hrsg.): Das Tier im Menschen. Triebe, Reize, Reaktionen. mentis, Münster 2013.
- H. Fink, R. Rosenzweig (Hrsg.): Verantwortung als Illusion? Moral, Schuld, Strafe und das Menschenbild der Hirnforschung. mentis, Münster 2012.
- H. Fink, R. Rosenzweig (Hrsg.): Mann, Frau, Gehirn. Geschlechterdifferenz und Neurowissenschaft. mentis, Paderborn 2011.
- R. Rosenzweig (Hrsg.): Geistesblitz und Neuronendonner. Intuition, Kreativität und Phantasie. mentis, Paderborn 2010.
- H. Fink, R. Rosenzweig (Hrsg.): Künstliche Sinne, gedoptes Gehirn. Neurotechnik und Neuroethik. mentis, Paderborn 2010.
- R. Rosenzweig (Hrsg.): Nicht wahr?! Sinneskanäle, Hirnwindungen und Grenzen der Wahrnehmung. mentis, Paderborn 2009.
- H. Fink, R. Rosenzweig (Hrsg.): Neuronen im Gespräch. Sprache und Gehirn. mentis, Paderborn 2008.
- S. Matthiesen, R. Rosenzweig (Hrsg.): Von Sinnen. Traum und Trance, Rausch und Rage aus Sicht der Hirnforschung. mentis, Paderborn 2007.
- H. Fink, R. Rosenzweig (Hrsg.): Freier Wille – frommer Wunsch? mentis, Paderborn 2006.

## Artikel
- Geisterhafte Erscheinungen. In: Gehirn&Geist. 10/2010, Spektrum der Wissenschaft, Heidelberg 2010.
- Farbige Wortfalle. In: Gehirn&Geist. 6/2010, Spektrum der Wissenschaft, Heidelberg 2010.
- Tischlein dreh dich. In: Gehirn&Geist. 4/2010, Spektrum der Wissenschaft, Heidelberg 2010.
- Aufs Ganze gesehen. In: Gehirn&Geist. 1–2/2010, Spektrum der Wissenschaft, Heidelberg 2009.
- Scheinriesen und Hobbits. In: Gehirn&Geist. 11/2009, Spektrum der Wissenschaft, Heidelberg 2009.
- Flüchtige Schatten auf der Straßenkreuzung. In: Gehirn&Geist. 9/2009, Spektrum der Wissenschaft, Heidelberg 2009.